# Boissy-Lamberville
 Boissy-Lamberville  là một xã thuộc tỉnh Eure trong vùng Normandie miền bắc nước Pháp.